# 阪神5001形電車 (初代)
阪神5001形電車（はんしん5001がたでんしゃ）とは、阪神電気鉄道（阪神）が保有・運用した通勤形電車である。1958年（昭和33年）に2両が製造され、2代目5001形が登場する1977年（昭和52年）まで在籍していた。

## 概要
各駅停車用の高加減速車両「ジェットカー」の先行試作車として登場し、様々な試験運用を行い、その後のジェットカー設計の基礎を築き上げた。
「ジェットカー」の愛称は、従来車の性能をプロペラ機に例えるならば、普通用高加減速車はジェット機に相当すると対比されたものである。
本形式は新機軸満載の試作車であるとともに、車体寸法や窓配置等、必要最小限の共通事項以外はメーカー各社の独自の設計としてこれについても比較することとなったため、1形式2両という少数派ながら1両ごとに車体・機器共に大きな差異が生じることとなった。

## 開発の経緯

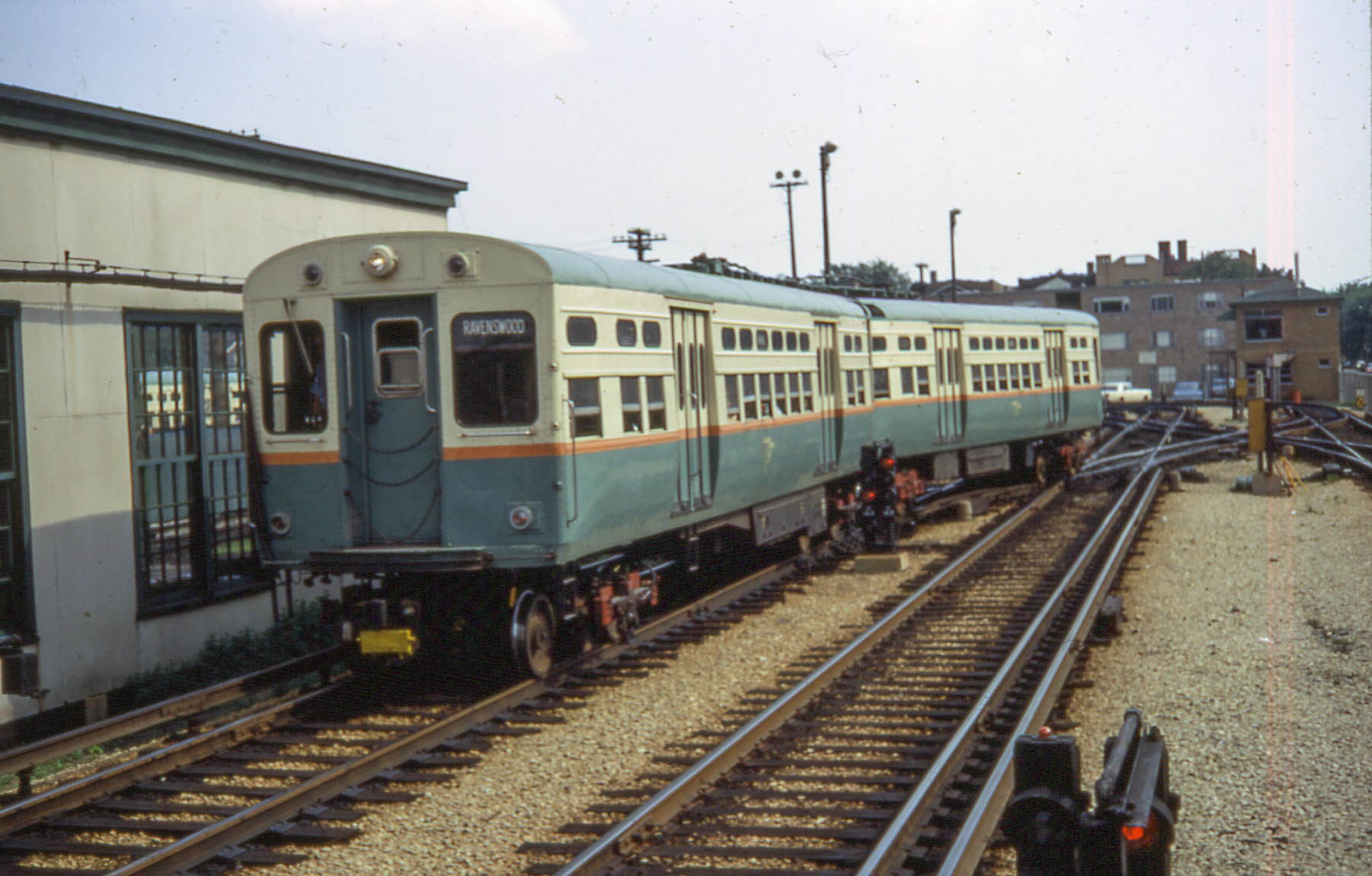
モデルとなったシカゴ・Lの6000系

大阪 - 神戸間で併走する阪神本線、阪急電鉄神戸線、東海道本線（JR神戸線）の3社線の競合区間、つまり大阪・梅田 - 三ノ宮・三宮の営業距離は30km前後で各社とも大差ない。だが、駅数を比較すると、阪神本線の32駅に対して阪急神戸線は15駅、東海道本線は11駅となっており、阪神本線は他の2線と比して駅数が倍以上となっている（駅数はいずれも1958年当時のもの）。
この、駅数が多いという特徴は、創業当初の阪神本線においては高頻度運転とともに国鉄線に対する優位性をもたらすものであったが、大正年間の阪急神戸線の開通（1920年）や昭和初期の省線電車登場（1934年）によって三つ巴の電車による競争が開始されると、逆にこの特徴および曲線の多い線形が運行速度向上による列車の速達化において大きなハンデキャップとなった。
このため、戦前期の阪神においては第二阪神線として良好な線形のバイパス線建設を計画する一方で、既設の阪神本線においては801・831形や851・861・881形といった高速性能を重視した走行特性を備える急行系車両と、601形や1001・1101・1111・1121・1141各形式のような経済性を重視した設計の普通系車両の2本立てとし、2系統の列車の主要駅での緻密な緩急接続によってこのハンデキャップを補う運行形態が取られていた。
こうした運行形態は戦後も継承され、1954年に登場した3011形の新造に始まる車両の大型化・高性能化に際しても、急行用については1958年に、後に「赤胴車」と呼ばれるようになる高速性能重視の3301形・3501形が大量に新製投入され、小型車を置き換えるとともに輸送力の大幅な増強を実現した。これに対し、古い木造車からの機器流用車が多数を占めていた普通系車両の大型車への置き換えに際しては、これら「赤胴車」とも在来車とも全く違う、新構想に基づく極めて厳しい走行性能が要求されることとなった。
駅間距離が短く線形面で劣勢にあり、しかも戦前以来の伝統で高頻度運転を実施し線路容量に余裕のない阪神本線においては、他の2線に対し充分な競争力を備えた所要時分を実現するためには、特急や急行といった主要駅のみ停車の優等列車だけではなく、緩急結合と優等列車の速度低下抑止の2点から、各駅停車の普通列車についても高加減速性能と一定の高速走行性能を併せ持つ新型車を投入して表定速度のスピードアップを実施し、阪神本線全体の列車運行速度の底上げを行う必要があった。
具体的に言えば、後発の優等列車に追いつかれる前に、先発する普通列車が主要駅に設けられた待避線に到着することが求められたのである。
そのような事情から、普通系大型車両の開発に当たっては本線の平均駅間距離約1kmの区間を約1分で走行し、阪神間を各駅停車しつつ45分で走破することを目標として、従来を大きく上回る高加減速性能と、最高速度100km/hに達する高速性能の両立が基本条件として課せられた。
一般にこのような車両は粘着性能の確保などの必要から全電動車方式とするなど機構が複雑になり、また力行して加速後、直ちに制動を行って減速するため、エネルギー効率の点で有利な惰行がほとんど行われず消費電力量も増加するため、1列車の運行というミクロな観点ではイニシャル・ランニングの両面でコストアップが不可避となり不利である。だが、その一方で列車の速達化は、乗務員と車両運用の回転率を向上させ、車両保有数の削減を可能とするから、長期的に見た場合、全体としてのイニシャル・ランニングコストの収支により、一般的な車両を運行する場合よりもむしろ低廉となることが期待できる。
こうして綿密かつ合理主義に貫かれたコスト計算の結果導き出された設計コンセプトから、普通系新車には設計当時の日本の電鉄技術のみでは実現が困難な加減速性能が求められた。
そこで阪神電鉄技術陣は1950年代当時、斜陽化しつつあったとはいえ電鉄技術において未だ世界の最先端を走っていたアメリカに範を求めた。プロトタイプに選ばれたのは、シカゴ・Lの最新鋭車である5000・6000系で、その機能・性能を阪神本線の実情に適応した形に落とし込むべく開発が進められた。3011形の新造時に続いて再び1121形1130をテストベッドとして、1956年から翌1957年にかけて台車や制御器、主電動機などの各種試作機器についての長期実用試験が実施され、日本では前例のない破格の性能を備えた新型車の設計に必要なデータ収集が行われた。
この試験の成果をもとに、1958年7月に普通系車両「ジェットカー」の試作車として5001形が登場した。5001が日本車輌製造、5002が川崎車輌で製造された。
以下に本形式就役開始当時、阪神電鉄社長であった野田誠三が寄稿した一文を引用する。
（前略）「ジェットカー」の名称は工学的な性能から与えられたペットネームでありますが、弊社としては「ジェット」の音は正しく日本海海戦の「ゼット」旗と同じ響を持っているものと考えており、電気鉄道事業界に山積する困難をこの「ジェット・カー」により見事克服することを私は心から期待しておる次第であります。
当時の阪神にとって本形式の成否が、本業である鉄道事業の興廃にかかる一大事であると捉えられていたことが、この一文からも窺うことができる。

## 車両概説

### 性能
性能は起動加速度4.5km/h/s、常用減速度5.0km/h/sに設定され、高速鉄道車両としては2024年現在に至るまで日本国内では最高の加減速性能を持つ。
試運転時には起動加速度6.5km/h/sまで加速度を引き上げ、計画時には最大8.0km/h/sまで引き上げることも検討されたが、起動加速度6.5km/h/sの場合は満員乗車での加速は難しいと判断され、8.0km/h/sの場合は全員着席状態が限界とされたこともあり、最終的には上記の加減速度設定となった。

### 車体
車体はいずれもノーシル・ノーヘッダーの19m級準張殻構造軽量鋼製車体で、先に登場した3011形や東京急行電鉄5000系などと同様に丸みを帯びた湘南型の前面を備え、中央頂部に埋め込み式前照灯を、左右窓上に尾灯を配した。
側面窓配置は戸袋窓なしのd1D2D2D1（d：乗務員扉、D：客用扉）で扉間に独立した2段上昇窓を2箇所ずつ設けた。乗降時間の短縮を図るため、客用扉は幅1,400mmの両開き扉を片側3ヵ所に配置した。1,400mmの扉幅は5500系まで継承されている。
5001・5002の両車とも屋根上には運転台寄りにパンタグラフを1基搭載していたが、通風器の形状は5001と5002とでは大きく異なり、5001が背の高い独特な形状の箱型押込式通風器を搭載していたのに対し、5002は後の5101形・5201形や5231形と同様の形状の箱型押込式通風器を搭載していた。
車体側面裾部は、5001は一直線で全体に丸みを帯びていたのに対し、5002の側面裾は魚腹状に台車心皿間が張り出していて、その部分のみ丸みを帯びる形状になっていた。また前面裾部については、5001が側面同様に丸みを帯びていた一方、5002は丸みが殆ど無く、のちに量産化改造によって貫通化されても、差異はそのまま残っていた。
外部塗色は緑をベースに前面と側面の幕板部および窓下にクリームを配し、その色使いから「アマガエル」と呼ばれた。試作車ゆえに不具合が多いことから「尼崎工場に帰る」との意味合いもあったとされる。
内装は、座席が各扉中間の窓柱部に背中合わせのクロスシートを合計16席配し、戸袋部および車端部はロングシートとするという特殊なセミクロスシート配置であった。シカゴの地下鉄電車を模したとされるこのレイアウトは、高加減速で乗客の転倒事故が発生した場合、クロスシート部分で防波堤の役目を果たさせるという配慮によるものであり、この他にも乗客の転倒防止に配慮してシート端部にはスタンションポールや握り棒が多数設置されたほか、吊革も他の車両に比べると短くされていた。

### 主要機器
大型高加減速車の量産・実用化に向けた先行試作車であり、前述の通り主要機器の大半については、1130に先行搭載し現車試験を行ったものを搭載している。

#### 台車
台車は各方式の比較を目的として合計4種が試用された。いずれも主電動機の小型軽量化を受けてホイールベース（軸距）が2,100mm、車輪径が760mmと他社での一般例よりコンパクトに設計されており、軽量化と低重心化を実現する。また、3011形での成功を受けて心皿だけではなく左右の側受を積極的に荷重支持に活用する側受支持構造となっていることも特徴の一つである。
5001にはワッツ・リンクの原理を利用したリンク式軸箱支持機構を備える金属ばね台車の住友金属工業FS204・FS205をそれぞれ前後に装着し、5002には特徴的な形状の高抗張力鋼製側枠とボルスタアンカを備える軸箱梁式の東芝TT-7を装着した。また、これとは別に緩衝ゴム式軸箱支持機構を備える、阪神初の空気ばね台車である汽車製造KS-55も用意され、適宜交換して比較試験が実施された。

#### 主電動機・駆動システム
主電動機は2社で競作となっており、TT-7には同じ東芝SE-524が、それ以外の台車3形式には東洋電機製造TDK-857Aがそれぞれ装架されている。いずれも端子電圧300V時1時間定格出力75kWの直流直巻式整流子電動機で、各車の1台車に2基ずつ計4基が搭載される。
定格回転数は前者が2,100rpm、後者は2,400rpmで、設計当時ようやく一般化が始まりつつあった日本のカルダン駆動電車にあっても、破格の高定格回転数となっている。
駆動方式はハイポイドギアを用いた直角カルダン駆動方式を採用した。定格速度を揃えるために歯数比が電動機によって違えられており、SE-527用が7.17、TDK-857A用が8.17となっていた。

#### 制御器
制御器はモデルとなったシカゴ・Lの6000系にも採用されていたゼネラル・エレクトリック社製MCM電動カム軸式制御器のライセンス生産品である東芝MC-3Aを搭載する。この制御器は1130で搭載・試用されたMC-1Aの改良型で、全並列制御を採用したほか、制御器と主抵抗器の小型軽量化を図るために制御器と抵抗器をひとつの箱にまとめるパッケージ構造を採用したことが特徴である。その構造は中央に抵抗器を配し、その冷却に強制通風方式を採用するとともに、抵抗器の両側にカム電動機・接触器・リレー箱を配置して、主要機器のコンパクト化に務めた。

#### ブレーキ
ブレーキ装置は発電ブレーキ併用電磁直通ブレーキのHSC-Dを採用した。これは阪神の新車としては初の採用例である。

## 改造工事

### 量産化改造
1959年に量産車であるジェットカー5101形・5201形が登場してからも5001形はしばらく竣工当時のままの状態で運用されていたが、1960年に尼崎センタープール前駅において発生した追突事故により5002の前面が大破した際に、その補修を兼ねて1961年に他のジェットカーと性能を同一にして運用の効率化を図るための量産化改造が実施された。
5001も含めて湘南型の前面を量産車と同様の貫通式に改造し、同時に塗装もジェットカー標準のウルトラマリンブルーとクリームのツートンカラーに変更された。保守の便を図り、台車を軸ばね式空気ばね台車である住友金属工業FS-207に、主電動機を東洋電機製造TDK-859Aに、そして制御器を東芝MM-10Aに換装した。いずれも5101・5201形に採用されているものと同一品である。
当初搭載していたMC-3A制御器は極限までコンパクト化を図った意欲的な製品であったが、強制冷却のために風道内にほこりがたまりやすく、そのことが通風量の低下を招き、結果的に冷却不足に起因する電装品の故障が多かったことや、冬季に冷却時の廃熱を車内暖房に使用したところ、客室内にほこりをまき散らしたため、制御器や抵抗器を分離、冷却も自己通風によるものに改造された。同様にMCM系制御器を採用した東急5000系・阪急1000形などでも廃熱の暖房利用が試みられているが、いずれも失敗に終わっている。

### その他の改造
その後1965年には1両単位で昇圧改造を実施され、制御器を5101・5201形と共に新設計の東芝MM-19Bに換装された。主電動機の定格出力の公称値はその後も75kWのままとされている。
翌1966年には座席のロングシート化を実施した、この他時期は不明であるが2両とも通風器を5261形や5311形同様、換気効率の良いグローブ型通風器に換装、側面の窓配置以外は他車との共通化が実現した。

## 運用
本形式は試運転や乗務員教習の後、普通系小型車各形式に混じって営業運転を開始し、その使用実績をもとにして、翌1959年から量産型ジェットカーである5101形・5201形が製造された。
量産化改造や昇圧、ロングシート化などの改造を経て量産ジェットカーと仕様の統一が図られた本形式は、5101・5201形と同様、昇圧後も主回路が1両で完結していて単車走行が可能なことから、2両を背中合わせに連結して1編成を組成する以外に、1両単位での増結運用にも充当され、量産ジェットカー各形式と混用された。
1975年までに全急行系車両の冷房化改造を達成し、引き続き普通系車両の冷房化を推進することとなった。この際、5001・5101・5201の初期ジェットカー各形式については、冷房改造にかかるコストと車両及び機器の耐用年数を勘案して新造車によって代替することとなり、5001形（2代）の新造と引き換えにこれらの形式を順次廃車することとなった。
中でも本形式は5201形ステンレス車ともども試作的要素が強い車両であったことから最初の置き換え対象車となり、1977年3月11日付で廃車され、車両番号はその3日後の3月14日に竣工した5001形（2代）5001・5002に引き継がれた。

## 譲渡

### 高松琴平電気鉄道

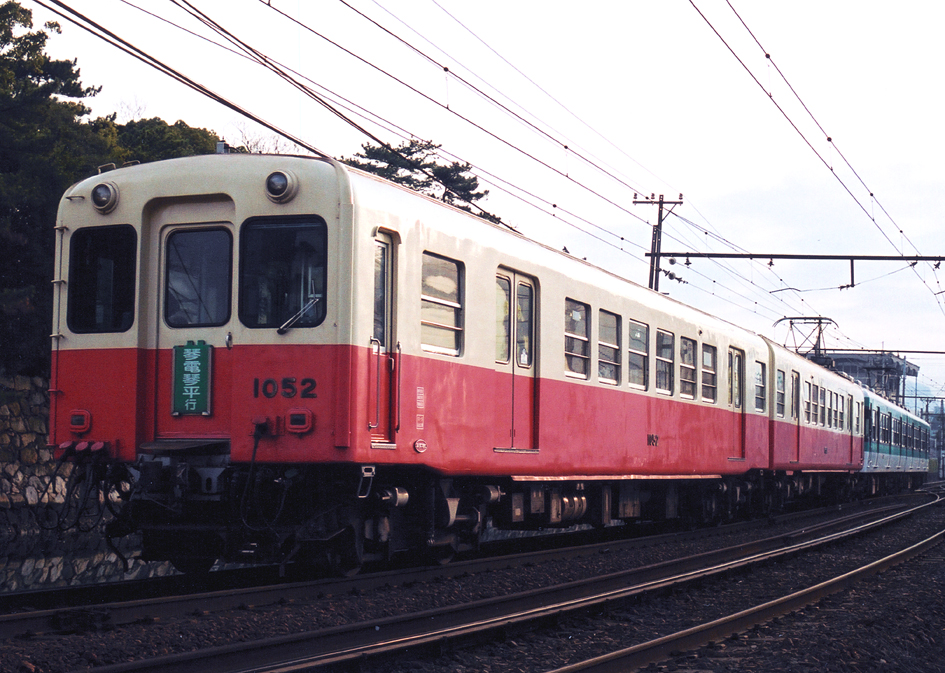
高松琴平電気鉄道1052

1977年の阪神での廃車後、車体は高松琴平電気鉄道に譲渡された。譲渡に際し、中央扉を埋めて2扉車とした。
同社では1050形として、自社の仏生山工場で京浜急行電鉄230形電車の台車（汽車製造2HE）および電装品、それに手持ちの各種機器を艤装し、吊り掛け駆動車としてこれら2両を再生、琴平線の主力車として運行を開始した。1051が電動車、1052が制御車とされた。
その後、1984年には台車を新製の住友金属工業FS526・026に交換してカルダン駆動化され、同線で阪神時代より長い26年の歳月を走り続けた後、2003年に運用を終了、廃車解体された。